# Epetriodus freddyi
Epetriodus freddyi, vrsta morske ribe porodice hujki (Ophidiidae), red Ophidiiformes, jedini je predstavnik u svome rodu. U hrv. jeziku nema naziva za nju a Australiji je po svojim iglolikim zubima dobila naziv Needletooth cusk. 
Živi u dubokoj vodi u Indopacifiku od istočne obale Afrike do Nove Kaledonije na dubinama od 1 000 do 1 750 metara, a naraste najviše 21.5 cm. Otkrivena i klasificirana 1978. Cohen & Nielsen